# Ferdinand Norreys de Longjumeau
Pour les articles homonymes, voir Longjumeau (homonymie).
Ferdinand Hassler Norris connu comme « Ferdinand de Norreys de Longjumeau », est une personnalité française appartenant à la haute société niçoise et se prétendant descendant d'Henri IV (roi de France). 
Connu sous les titres de « prince duc Norreys de Longjumeau », il fut confirmé prince issu du sang royal de Valois-Angoulème et d'Anjou Aquitaine, avec le titre de duc et la qualité d'Altesse par rescrit du Pape Pie X de 1905, titres et preuves de noblesse enregistrés en Espagne.

## Biographie

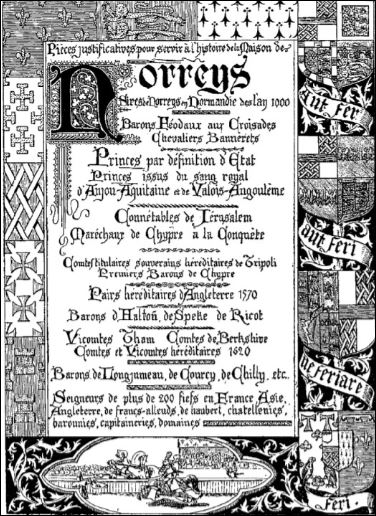
Ex libris du Prince de Norreys

Ferdinand Norris, né à Nice le 5 juin 1847, est le fils de Edward Schaeffer Norris et de Rosalie Lætitia Hassler, mariés à Philadelphie en 1840.
Son père associé avec ses frères sont les fondateurs de la Norris Locomotive Works (en) de Philadelphie. Sa mère est la fille de Ferdinand Rudolph Hassler. Du côté paternel (Norris) il descend des Norreys de Halton , et du côté maternel des Gaillard de Longjumeau . En 1848, alors âgé d'un an, il embarque de Marseille pour New-York  son père poursuivant ses activités à Philadelphie jusqu'en 1856.
Après une carrière militaire, commandant en 1870 comme Chef de bataillon de la garde mobile montée de Cimiez  puis au 106ème de marche et attaché à l'état major du général Pellissier, grâce à une fortune personnelle Ferdinand Norris mène une vie mondaine entre son domicile parisien du 10 rue Greffulhe, Vichy et Nice.
Vice-président de la section des Alpes-Maritimes du club alpin , il est un des membres fondateurs de la société nationale de sauvetage en mer. En 1905 il devient membre de l'Automobile Club de France. Il sera également membre perpetuel fondateur de l'annuaire du Cercle national des armées de terre et de mer.

Figure de la société niçoise, il s'illustre par des actes de courage lors d'incendies qui lui valent une médaille d'argent .

## Recherches généalogiques
Passionné de généalogie il consacre la deuxième partie de sa vie à rechercher ses origines familiales et constitue une bibliothèque importante qu'il lègue à la ville de Nice par testament .

D'abord présenté comme vicomte en 1883, puis comte, duc et enfin prince, titre dont il use sur les médailles, frappées à son effigie et ses armoiries, qu'il distribue à ses proches. Se prétendant descendant de Henri IV, il recherche la ressemblance avec son supposé ancêtre par l'entretien d'une pilosité similaire. C'est sous le nom de Prince de Norreys de Longjumeau qu'il obtient une bénédiction spéciale du pape Pie X le 21 mars 1904 . 

Il meurt à Nice le 25 mai 1920 à son domicile avenue Georges Clemenceau. Sa tombe au cimetière de la Madeleine de Nice porte, en respect de ses dernières volontés, uniquement son prénom et une couronne princière.
Son acte de décès indique le nom "de Norreys de Longjumeau"

## Décorations
- Ordre équestre du Saint-Sépulcre de Jérusalem commandeur
- Ordre de Notre-Dame de Guadalupe chevalier
- Ordre de Charles III d'Espagne chevalier

En 1906, il y eut une proposition pour qu'il fut décoré de l'ordre de la Légion d'honneur.

## Armoiries
- Armoiries : Armorial nobiliaire et historique de l'ancien comté de Nice et des Alpes-Maritimes Joseph Casal (1903)
- Blasonnement : Ecartelé : au 1, d'argent semé de trèfles de sinople, à deux papegais affrontés du même, surmontés chacun d'un tau de gueules (de Gaillard de Longjumeau) ; au 2, d'azur à trois fleurs-de-lis d'or, au lambel d'argent de trois pièces chargées chacune d'un croissant d'azur, et un bâton d'argent posé en barre (d'Orléans-Angoulême) ; au 3, d'azur à trois fleurs-de-lis d'or (de France) ; au 4, de gueules à trois léopards d'or, l'un sur l'autre (d'Angleterre) ; sur le tout, parti : A) écartelé : aux 1 et 4, d'argent plain ; aux 2 et 3, de gueules fretté d'or, à une fasce d'azur brochant sur l'écartelé (Norreys) ; B) d'hermine plain (Bretagne).N.B. Le sur-le-tout correspond aux armes portées par les Norreys de Halton (Norreys + Bretagne).
- Devise : " Loyalement je sers "
- Titres : à la suite de ses recherches généalogiques [17] , il se qualifie de plusieurs titres de baron à prince, il fut confirmé prince issu du sang royal de Valois-Angoulème et d'Anjou Aquitaine, avec le titre de duc [18] et la qualité d'Altesse par rescrit du Pape Pie X de 1905, titres et preuves de noblesse enregistrés en Espagne [19]

Les armes de « NORREYS DE HALTON, Prince DE LONGJUMEAU » sont retranscrites dans l'ouvrage du généalogiste Johannes Baptist Rietstap, Armorial général, Volume 1.

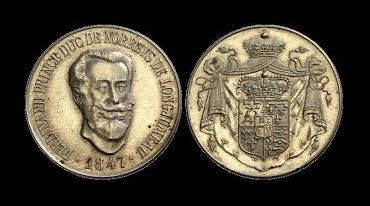
Médaille du prince de Norreys.
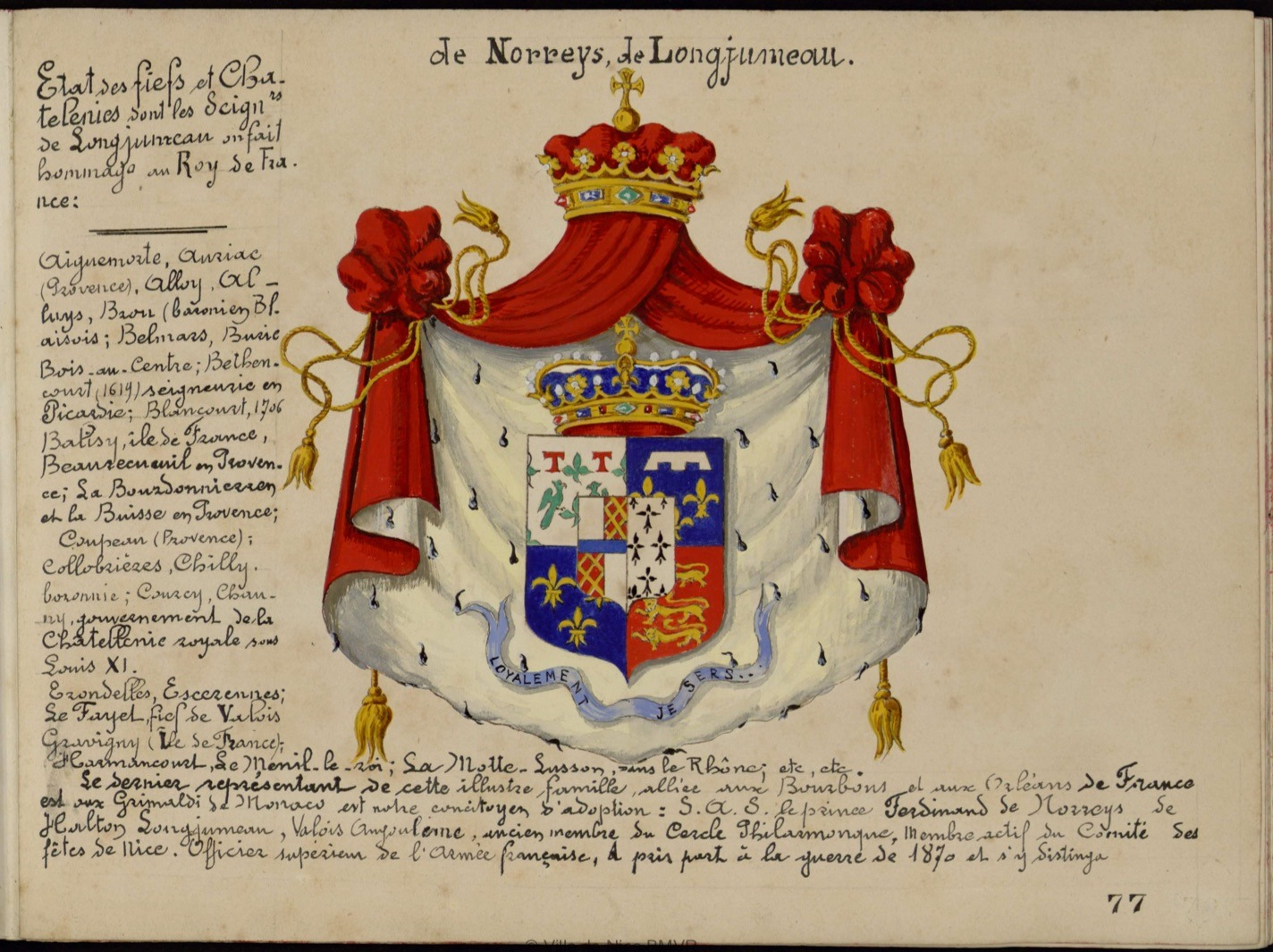
Prince de Norreys de Longjumeau Grandes armes
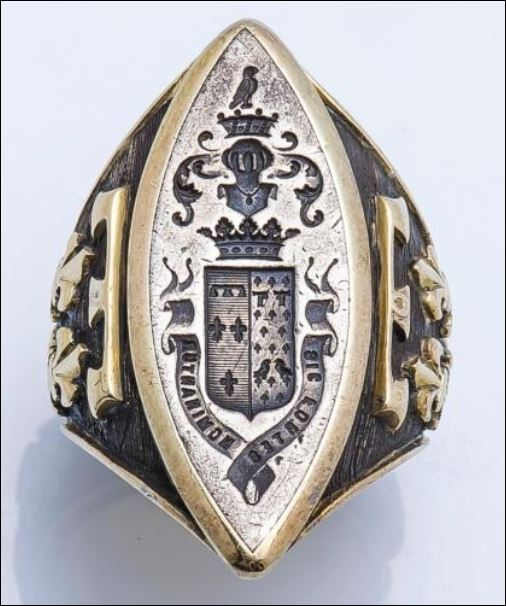
Chevalière du prince de Norreys  Devise: "Sic Fortes Nominantur" Parti : Gaillard de Longjumeau, Orléans-Angoulême